# John Lobb
John Lobb Bootmaker is een bedrijf dat sinds 1866 maatschoenen produceert voor mannen, hoewel het tegenwoordig ook over een vrouwelijk aanbod beschikt.
Zowel prins Philip Mountbatten als prins Charles hebben het bedrijf hun koninklijke machtiging gegeven.

## Bedrijfsgeschiedenis

### 19e eeuw

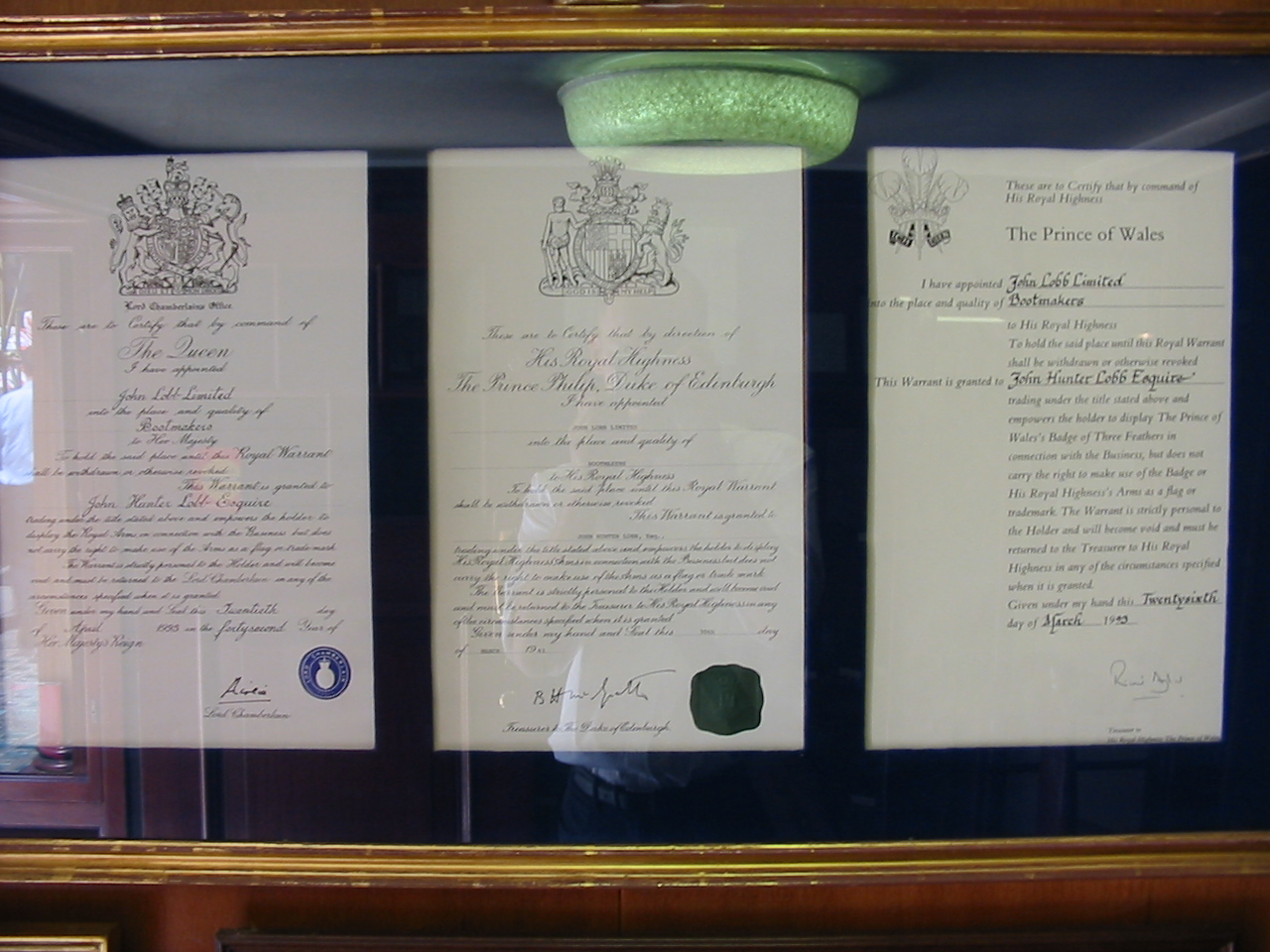
'Royal warrants' van John Lobb, maatschoenmaker in Londen

In het midden van de 19e eeuw legde boerenzoon John Lobb, kreupel ten gevolge van een arbeidsongeval, te voet de weg af van Cornwall naar Londen. Alhier zou hij in de leer gaan bij ene Tomas, destijds de beste schoenmaker van Londen. Toen hij zijn opleiding eenmaal had afgerond vertrok hij ten tijde van de 'gold rush' richting Australië, om aldaar goudzoekers te voorzien van schoenen. Deze schoenen waren niet alleen geschikt voor zware arbeid, ze beschikten ook over een handige bijkomstigheid: de hakken van de schoenen waren hol van binnen, waardoor men hierin gevonden goud kon verstoppen. Enkele jaren later leverde zijn vakmanschap hem een gouden medaille op tijdens de Londense ambachtsbeurs 'Great International Exhibitions'. Vervuld van trots besloot Lobb een paar schoenen op te sturen naar de toenmalige prins van Wales, Eduard VII. Deze was dusdanig onder de indruk van Lobb's kunde dat hij hem prompt bedeelde met een 'Royal Warrant', wat hem tot hofleverancier maakte. Hierop keerde John Lobb terug naar Engeland en opende in 1866 een schoenwinkel in Londen, die nog voor vele generaties hofleverancier zou blijven.

### 20ste eeuw
Door het aanhoudende succes van het bedrijf kon John Lobb in 1902 een winkel openen in Parijs. In 1976 werd de Franse banden verder aangehaald, doordat Hermès de merknaam John Lobb over kocht. Deze overname zorgde voor de nodige vernieuwingen doordat, hoewel Hermès vast bleef houden aan het traditionele vakmanschap, een confectie-afdeling in het aanbod werd opgenomen. Deze confectie-afdeling is echter zo tijdrovend dat er slechts honderd paar schoenen per dag gefabriceerd kunnen worden. De originele, door de familie Lobb gerunde afdeling in Londen blijft echter vasthouden aan het concept van slechts één paar schoenen per keer handmatig te fabriceren.

### 21ste eeuw
Behalve in hun eigen winkels worden John Lobb-schoenen verkocht in warenhuizen als Harrods, Bergdorf Goodman en Selfridges. Het John Lobb-label van Hermès heeft wereldwijd winkels in onder andere de Verenigde Staten, Rusland, Zwitserland, Japan en Zuid-Korea.

## Bekende klanten

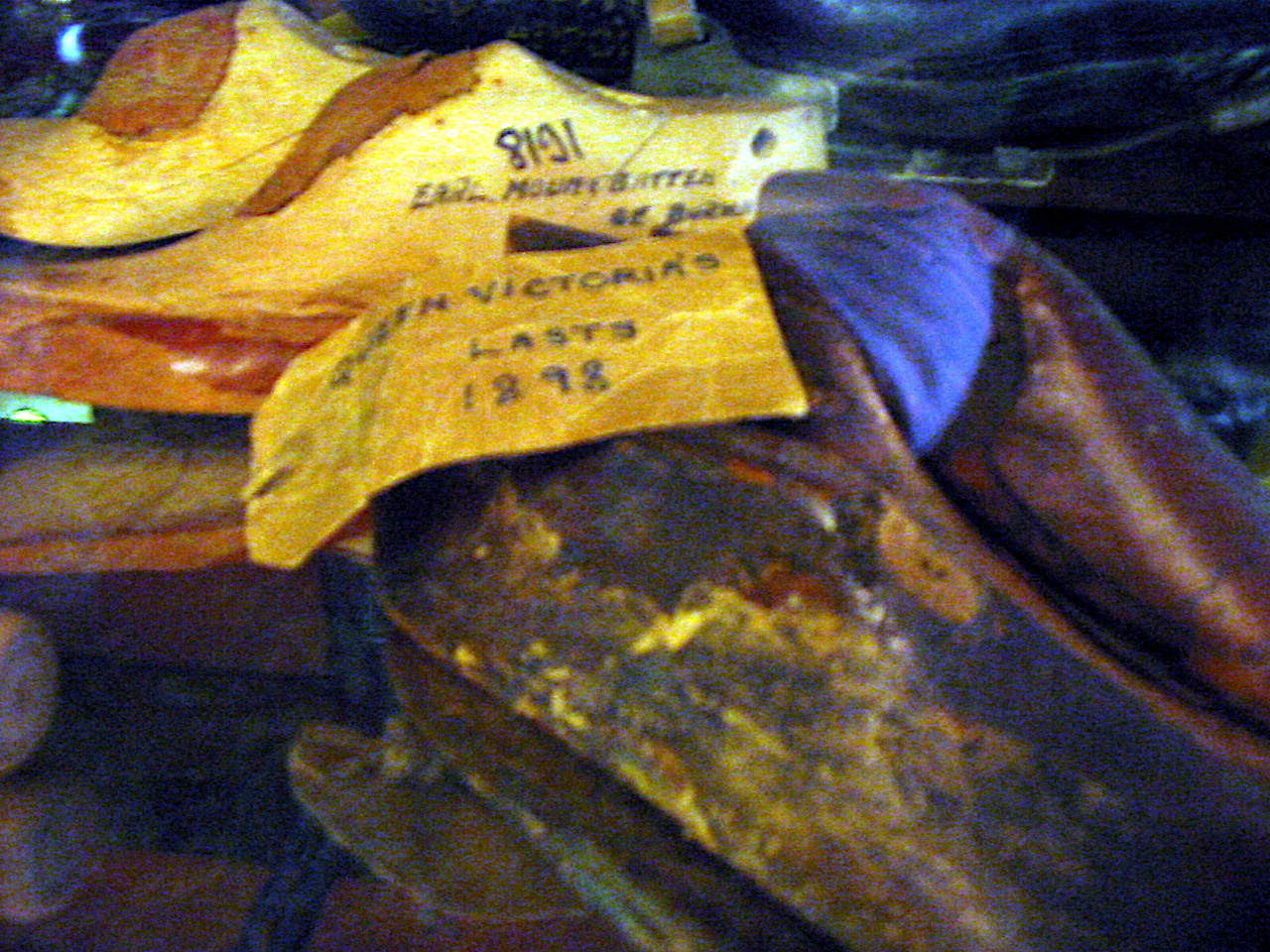
Leesten van koningin Victoria uit 1898 gemaakt door John Lobb. Op de achtergrond de leesten voor de schoenen van Lord (Louis) Mountbatten

Naast koning Edward VII heeft John Lobb door de eeuwen heen nog vele groten der aarde voorzien van schoenen en dan met name aristocraten, politici en artiesten, onder wie Diana Spencer, koningin Victoria, Andy Warhol, Louis Mountbatten, Enrico Caruso, Jackie Kennedy, Frank Sinatra, Laurence Olivier, Duke Ellington, David Niven, Calvin Klein, Hosni Moebarak, Moammar al-Qadhafi en Ferdinand Bagnato

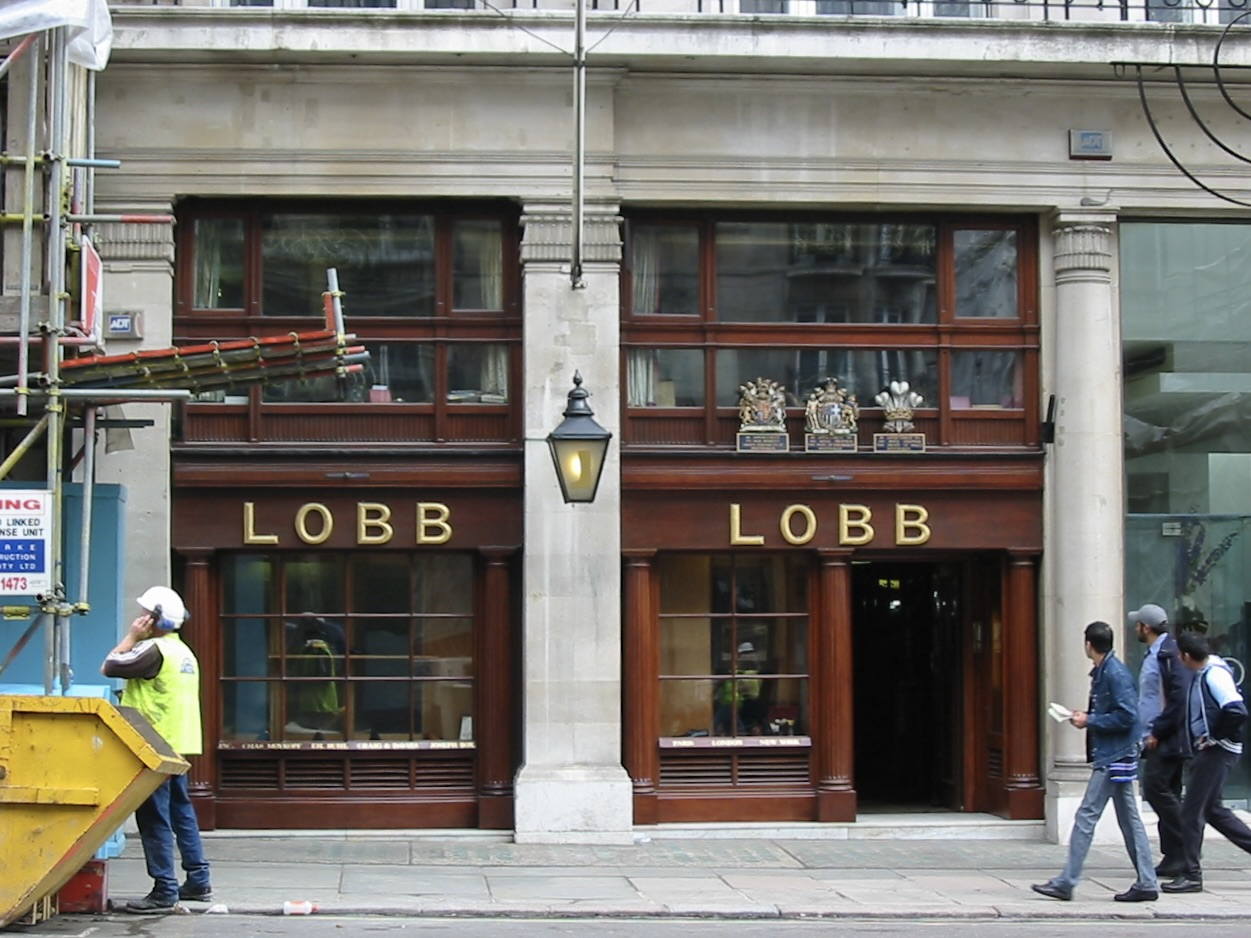
Winkel en werkplaats van John Lobb
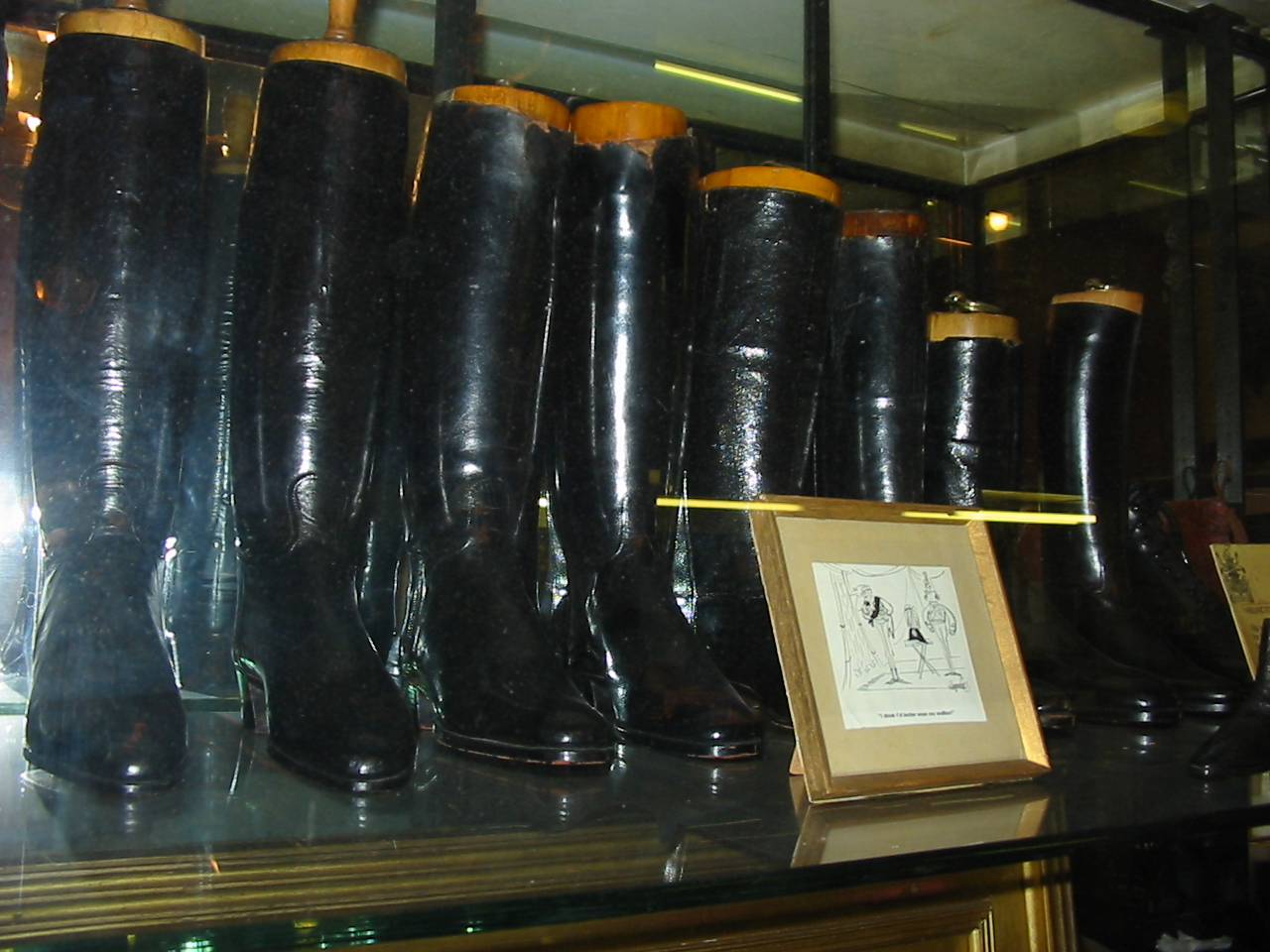
Laarzen van John Lobb
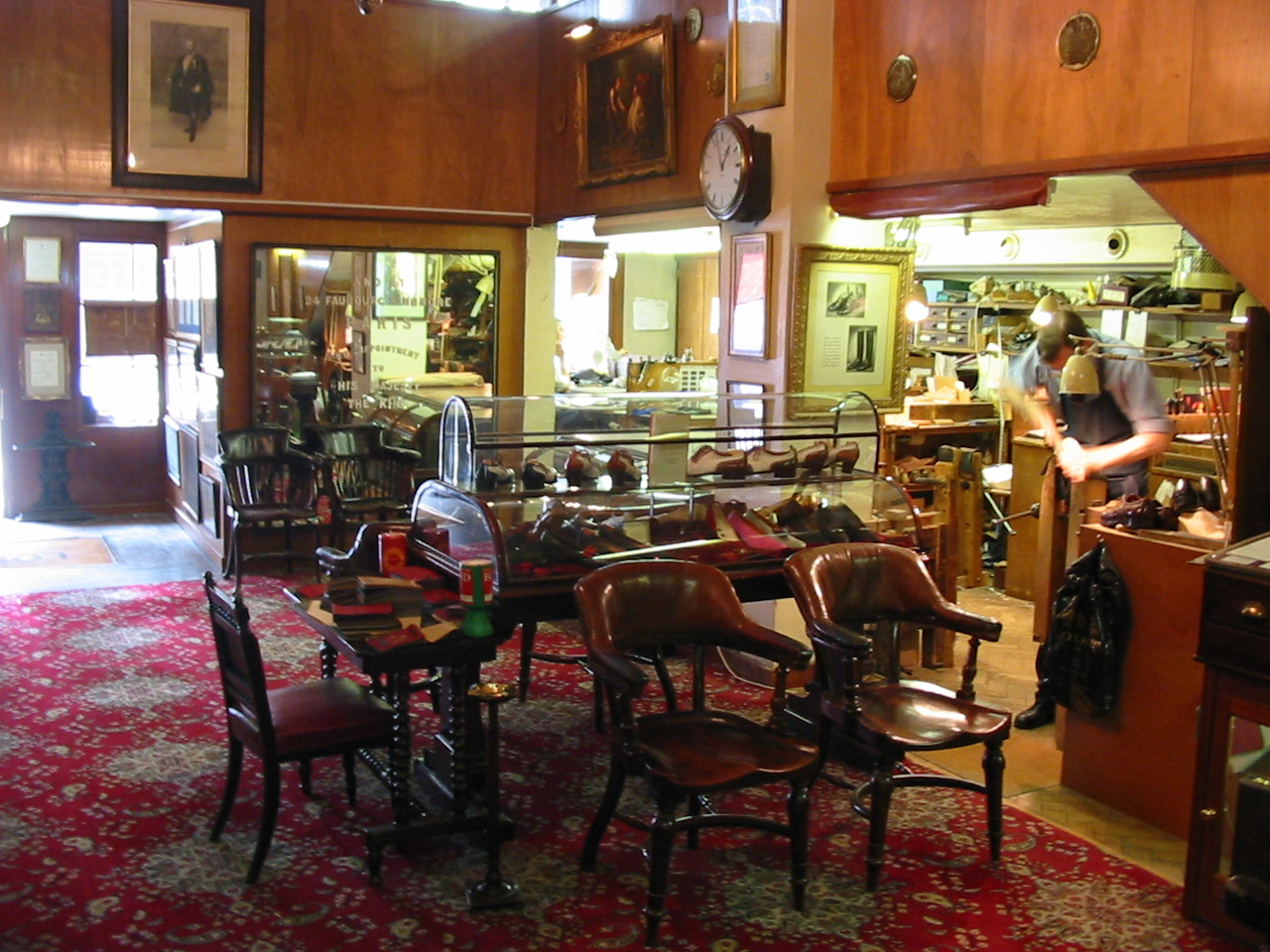
Interieur
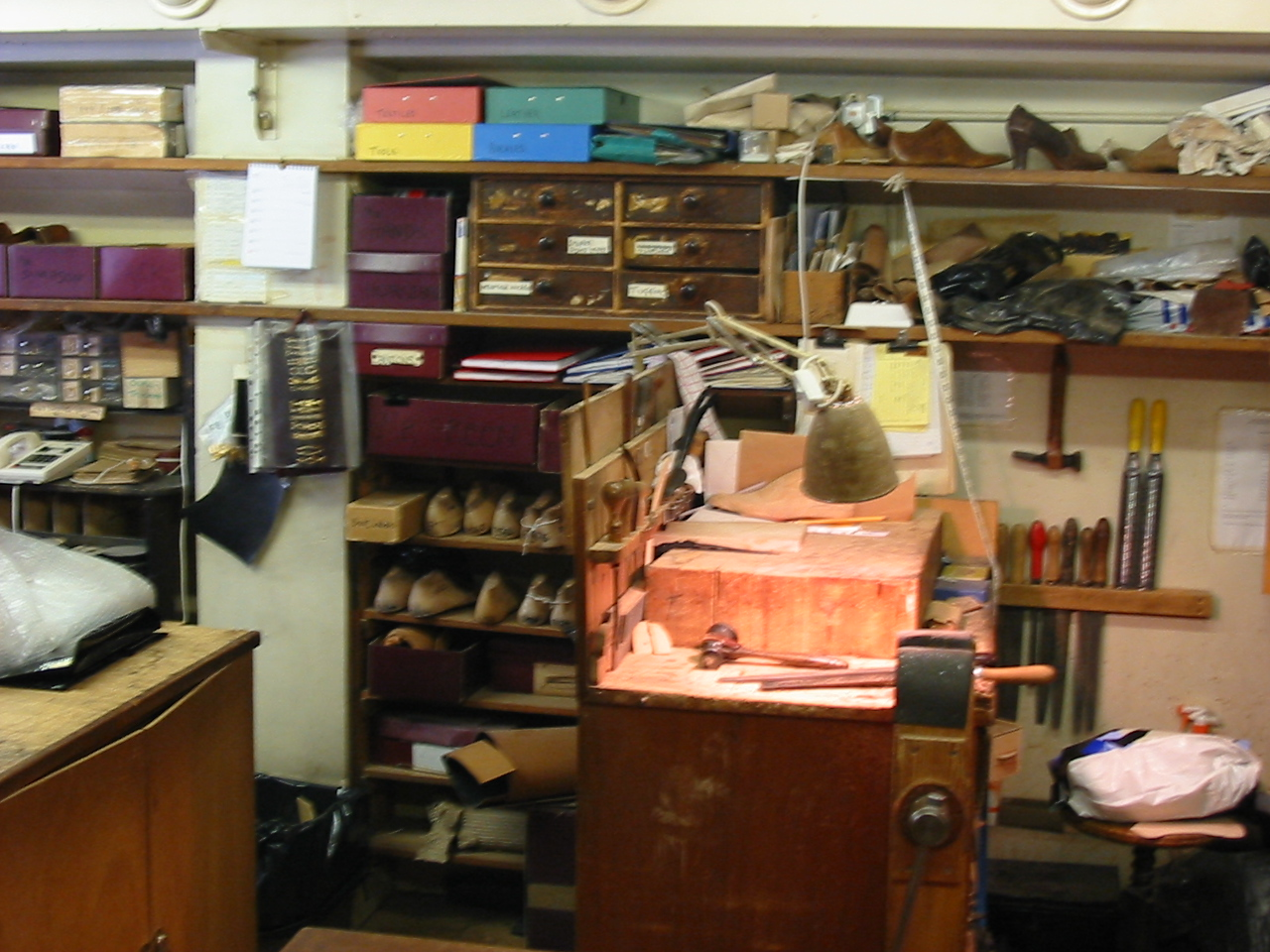
Atelier
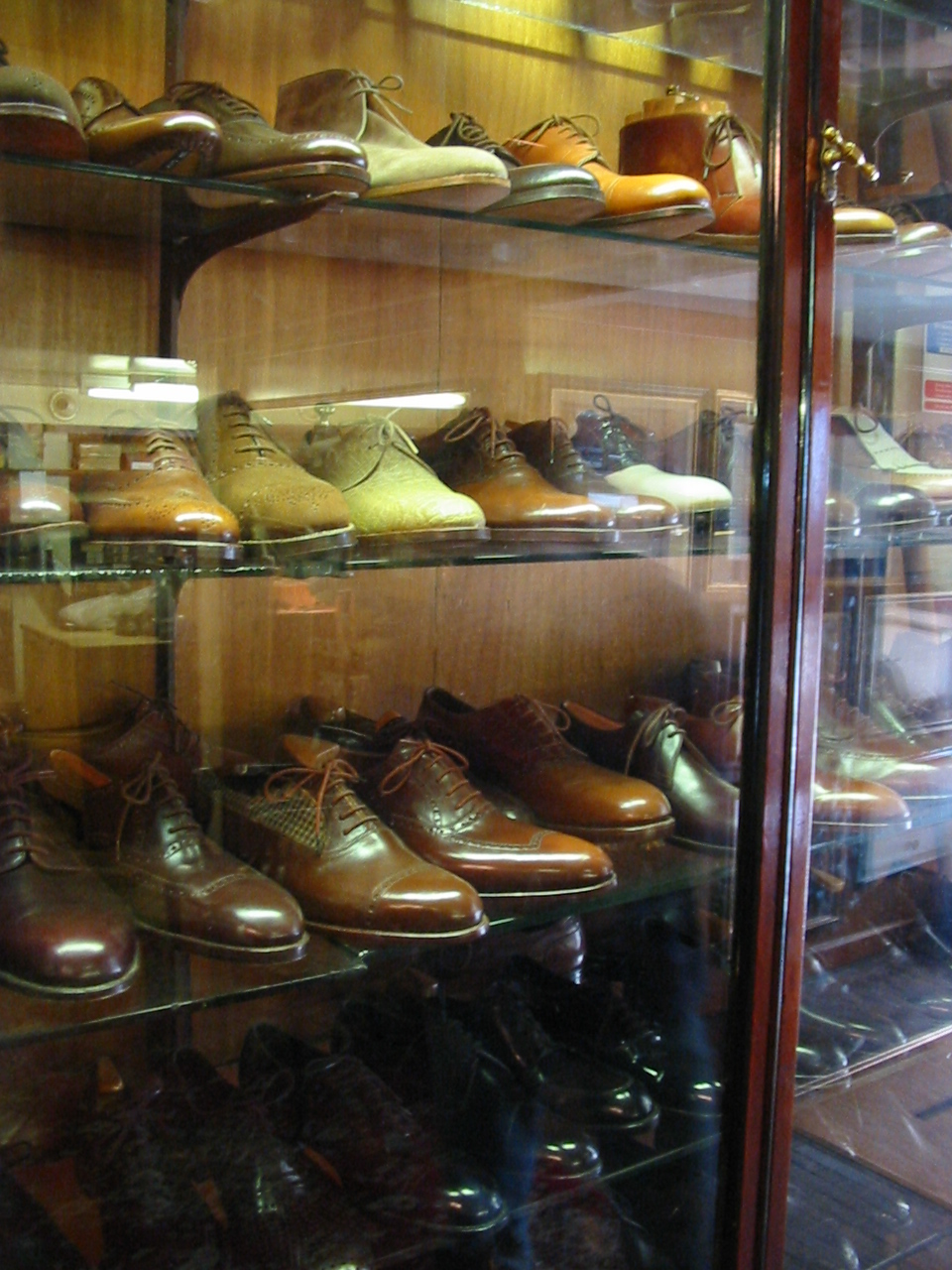
Vitrine met schoenen
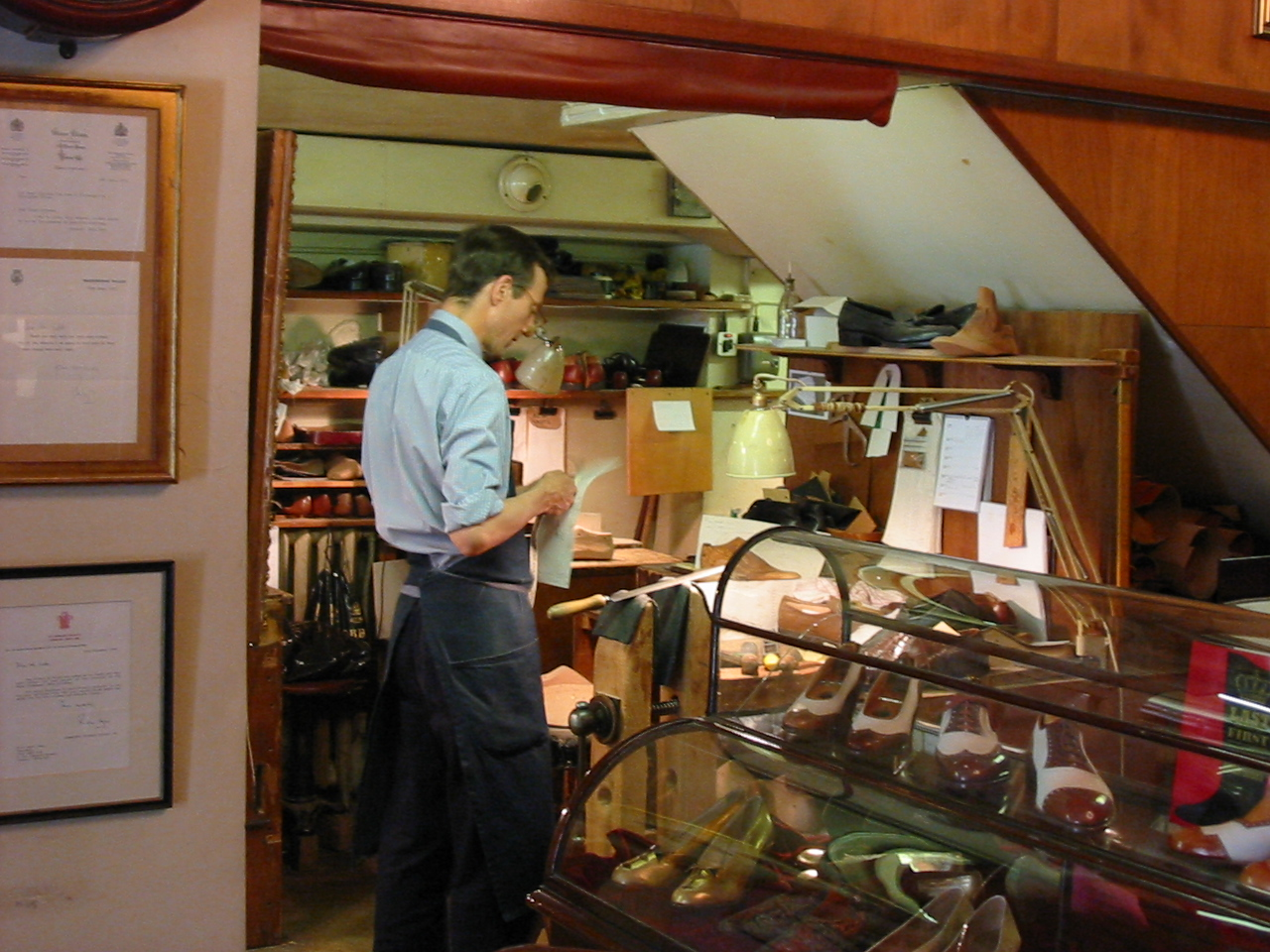
Schoenmaker aan het werk
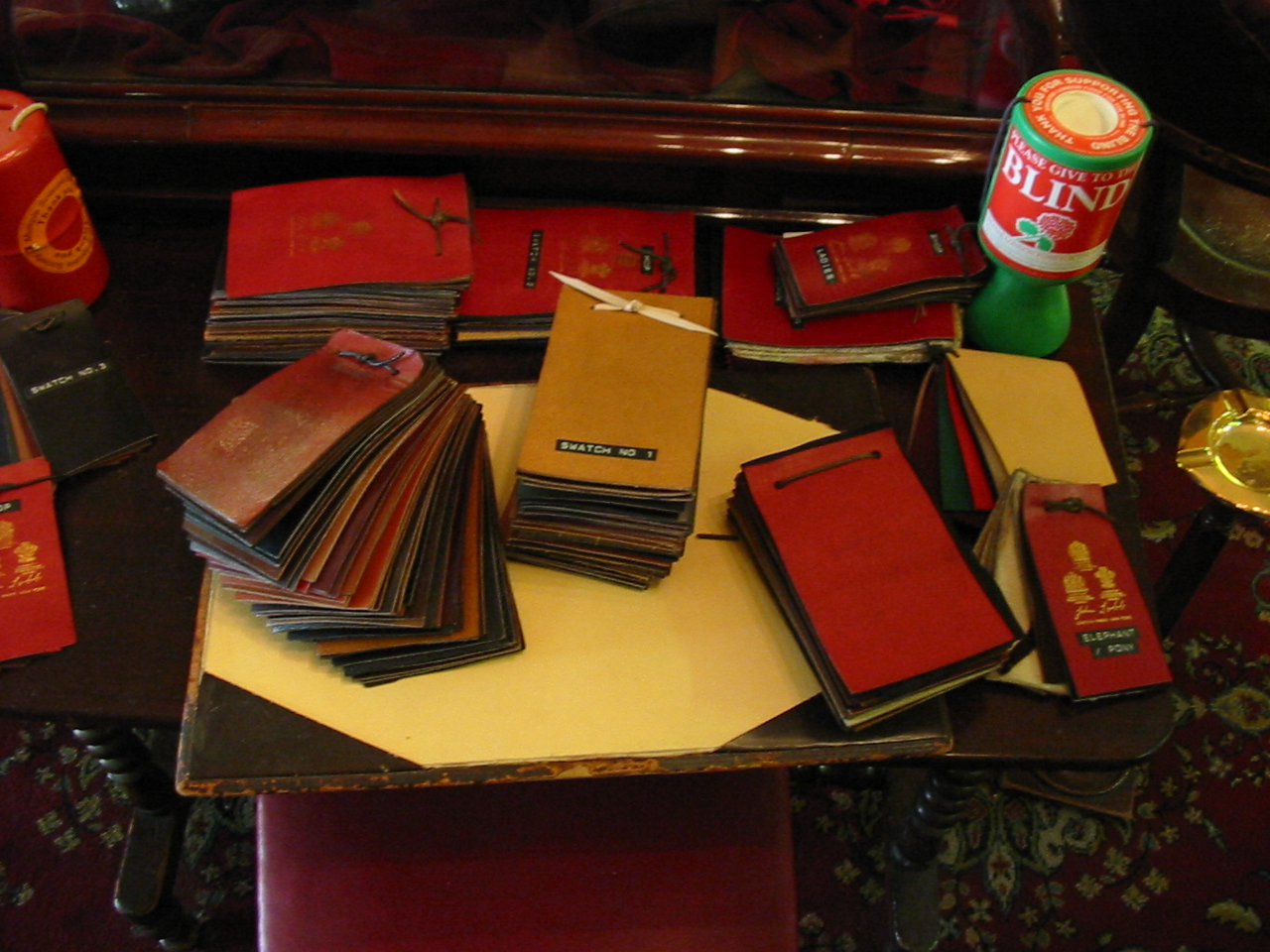
Selectie van leerstalen